# Phyllosticta abietis
Phyllosticta abietis är en svampart som beskrevs av Bissett & M.E. Palm 1989. Phyllosticta abietis ingår i släktet Phyllosticta och familjen Botryosphaeriaceae.   Inga underarter finns listade i Catalogue of Life.